# 26733 Nanavisitor
26733 Nanavisitor là một tiểu hành tinh được phát hiện ngày 22 tháng 4 năm 2001 bởi nhà thiên văn học William Kwong Yu Yeung người Canada.